# Torneo Apertura 2018 (Nicaragua)
El Torneo Apertura 2018 fue la edición 91.° del campeonato de liga de la Primera División del fútbol nicaragüense.

## Sistema de competición
El torneo de la Liga Primera está conformado en tres partes:
- Fase de clasificación: 10 equipos juegan todos contra todos a dos vueltas durante 18 jornadas. Primer y segundo lugar clasifican directamente a semifinales. Del tercero al sexto lugar disputan repechaje.

En la etapa regular se observará el sistema de puntos. La ubicación en la tabla general está sujeta a lo siguiente:
- Por juego ganado se obtendrán tres puntos.
- Por juego empatado se obtendrá un punto.
- Por juego perdido no se otorgan puntos.

En esta fase participan los 10 clubes de la Liga Primera jugando en cada torneo todos contra todos durante las 18 jornadas respectivas, a visita recíproca.
- Repechaje: Se juega a un solo partido de acuerdo a las posiciones de la Etapa Regular: 3.º vs 6.º y 4.º vs 5.º, siendo locales los equipos ubicados en el Tercer y Cuarto puesto. El ganador de cada partido avanza a Semifinales, en caso de empate los equipos locales obtienen el pase.
- Fase final: Se juega a visitas recíprocas (ida y vuelta). El clasificado se define de acuerdo al marcador global de la serie.

## Equipos por departamento
| N.º | Departamento  | Equipos                                              |
| --- | ------------- | ---------------------------------------------------- |
| 4   | Managua       | Juventus FC, Managua FC, UNAN FC y CD Walter Ferreti |
| 2   | Nueva Segovia | CD Ocotal y ART Jalapa                               |
| 1   | Carazo        | Diriangén FC                                         |
| 1   | Chinandega    | Chinandega FC                                        |
| 1   | Estelí        | Real Estelí FC                                       |
| 1   | Madriz        | Real Madriz FC                                       |

## Ascenso y descenso
| Pos | a la Segunda División de Nicaragua |
| --- | ---------------------------------- |
| 10º | FC San Francisco                   |

| Pos | a la Liga Primera |
| --- | ----------------- |
| 1º  | ART Jalapa        |

## Información de los equipos
| Equipo            | Entrenador           | Ciudad                | Estadio                        | Capacidad | Fundación       |
| ----------------- | -------------------- | --------------------- | ------------------------------ | --------- | --------------- |
| ART Jalapa        | Leonidas Rodríguez   | Jalapa, Nueva Segovia | Estadio Alejandro Ramos Turcio | 2.000     | 2011 (7 años)   |
| CD Ocotal         | Jorge Luis Vanegas   | Ocotal, Nueva Segovia | Estadio Roy Fernando Bermúdez  | 1.500     | 2002 (16 años)  |
| Chinandega FC     | Reyna Espinoza       | Chinandega            | Estadio La Veranera            | 800       | 1975 (43 años)  |
| Diriangén FC      | Mauricio Cruz        | Diriamba, Carazo      | Estadio Cacique Diriangén      | 8.000     | 1917 (101 años) |
| Juventus FC       | Roberto Chanampe     | Managua               | Estadio Nacional               | 20.000    | 1977 (41 años)  |
| Managua FC        | Emilio Aburto        | Managua               | Estadio Nacional               | 20.000    | 2006 (12 años)  |
| Real Estelí FC    | Fernando Araújo      | Estelí                | Estadio Independencia          | 9.000     | 1961 (57 años)  |
| Real Madriz FC    | Miguel Ángel Sánchez | Somoto, Madriz        | Estadio Solidaridad            | 2.500     | 1996 (22 años)  |
| UNAN FC           | Luis Vega            | Managua               | Estadio Nacional               | 20.000    | 1996 (22 años)  |
| CD Walter Ferreti | Henry Urbina         | Managua               | Estadio Olímpico del IND       | 8.000     | 1987 (31 años)  |

## Fase de clasificación

### Tabla de posiciones
| Pos | Equipos           | PJ | PG | PE | PP | GF | GC | Dif. | Pts. |
| --- | ----------------- | -- | -- | -- | -- | -- | -- | ---- | ---- |
| 1.  | Managua FC        | 18 | 14 | 2  | 2  | 40 | 17 | +23  | 44   |
| 2.  | Real Estelí FC    | 18 | 10 | 6  | 2  | 33 | 12 | +21  | 36   |
| 3.  | CD Walter Ferreti | 18 | 7  | 7  | 4  | 21 | 18 | +3   | 28   |
| 4.  | Real Madriz FC    | 18 | 7  | 6  | 5  | 25 | 29 | -4   | 27   |
| 5.  | Diriangén FC      | 18 | 7  | 5  | 6  | 23 | 19 | +4   | 26   |
| 6.  | Juventus FC       | 18 | 7  | 3  | 8  | 25 | 20 | +5   | 24   |
| 7.  | ART Jalapa        | 18 | 5  | 4  | 9  | 15 | 30 | -15  | 19   |
| 8.  | Chinandega FC     | 18 | 4  | 6  | 8  | 24 | 33 | -9   | 18   |
| 9.  | CD Ocotal         | 18 | 3  | 6  | 9  | 17 | 32 | -15  | 15   |
| 10. | UNAN FC           | 18 | 2  | 3  | 13 | 19 | 32 | -13  | 9    |

| Simbología |
| --- |
| Pos – Posición; PJ – Partidos Jugados; PG - Partidos Ganados; PE - Partidos Empatados; PP - Partidos Perdidos; GF – Goles a Favor; GC – Goles en Contra; DIF – Diferencia de Goles; PTS - Puntos. |

|  | Líder, Clasifica a la Fase Final (1.er Lugar). |
|  | Clasifica a la Fase Final (2.º Lugar).         |
|  | Clasifica a Repechaje (3.º al 6.º Lugar).      |
|  | Último lugar.                                  |

### Evolución de la clasificación
| Managua FC                                | 3  | 4  | 4  | 2  | 1  | 1  | 3  | 2  | 3  | 3  | 2  | 1  | 1  | 1  | 1  | 1  | 1  | 1  |
| Real Estelí FC                            | 1  | 1  | 1  | 1  | 3  | 2  | 1  | 1  | 1  | 1  | 1  | 2  | 2  | 2  | 2  | 2  | 2  | 2  |
| CD Walter Ferreti                         | 6  | 8  | 9  | 8  | 7  | 7  | 7  | 8  | 8  | 8  | 9  | 7  | 6  | 6  | 6  | 6  | 6  | 3  |
| Real Madriz FC                            | 10 | 7  | 7  | 5  | 6  | 6  | 4  | 3  | 4  | 4  | 4  | 4  | 4  | 4  | 4  | 4  | 3  | 4  |
| Diriangén FC                              | 9  | 5  | 5  | 3  | 2  | 4  | 2  | 4  | 2  | 2  | 3  | 3  | 3  | 3  | 3  | 3  | 5  | 5  |
| Juventus FC                               | 7  | 9  | 10 | 10 | 9  | 9  | 9  | 7  | 6  | 5  | 5  | 5  | 5  | 5  | 5  | 5  | 4  | 6  |
| ART Jalapa                                | 2  | 2  | 2  | 4  | 5  | 3  | 5  | 5  | 5  | 6  | 6  | 6  | 7  | 8  | 9  | 8  | 8  | 7  |
| Chinandega FC                             | 4  | 6  | 6  | 7  | 8  | 8  | 10 | 10 | 9  | 9  | 8  | 8  | 8  | 9  | 7  | 7  | 7  | 8  |
| CD Ocotal                                 | 5  | 3  | 3  | 6  | 4  | 5  | 6  | 6  | 7  | 7  | 7  | 9  | 9  | 7  | 8  | 9  | 9  | 9  |
| UNAN FC                                   | 8  | 10 | 8  | 9  | 10 | 10 | 8  | 9  | 10 | 10 | 10 | 10 | 10 | 10 | 10 | 10 | 10 | 10 |
| Última actualización: 4 de noviembre 2018 |    |    |    |    |    |    |    |    |    |    |    |    |    |    |    |    |    |    |

### Resultados Cruzados
| ART Jalapa                                |       | 1 - 2 | 2 - 0 | 0 - 3 | 1 - 3 | 0 - 3 | 1 - 0 | 1 - 1 | 1 - 0 | 0 - 0 |
| CD Ocotal                                 | 1 - 0 |       | 0 - 0 | 1 - 2 | 0 - 0 | 2 - 5 | 1 - 1 | 2 - 2 | 0 - 0 | 1 - 2 |
| Chinandega FC                             | 4 - 1 | 0 - 0 |       | 1 - 3 | 0 - 1 | 1 - 3 | 3 - 3 | 3 - 0 | 2 - 2 | 2 - 2 |
| Diriangén FC                              | 0 - 2 | 3 - 1 | 1 - 2 |       | 0 - 0 | 1 - 0 | 0 - 0 | 1 - 1 | 3 - 1 | 0 - 0 |
| Juventus FC                               | 0 - 1 | 1 - 0 | 3 - 0 | 2 - 1 |       | 1 - 2 | 1 - 2 | 2 - 3 | 2 - 1 | 4 - 0 |
| Managua FC                                | 5 - 1 | 2 - 0 | 1 - 2 | 2 - 0 | 3 - 2 |       | 2 - 1 | 4 - 2 | 1 - 0 | 1 - 0 |
| Real Estelí FC                            | 1 - 1 | 3 - 0 | 6 - 1 | 1 - 0 | 2 - 1 | 1 - 1 |       | 4 - 0 | 1 - 0 | 0 - 0 |
| Real Madriz FC                            | 1 - 1 | 3 - 2 | 3 - 2 | 2 - 1 | 1 - 0 | 0 - 0 | 0 - 2 |       | 2 - 1 | 1 - 2 |
| UNAN FC                                   | 4 - 0 | 2 - 3 | 2 - 1 | 1 - 2 | 2 - 2 | 2 - 3 | 0 - 4 | 0 - 2 |       | 0 - 1 |
| CD Walter Ferreti                         | 2 - 1 | 5 - 1 | 0 - 0 | 2 - 2 | 1 - 0 | 1 - 2 | 0 - 1 | 1 - 1 | 2 - 1 |       |
| Última actualización: 4 de noviembre 2018 |       |       |       |       |       |       |       |       |       |       |

|  | Victoria del equipo local     |
|  | Empate                        |
|  | Victoria del equipo visitante |

### Jornadas
- Los horarios son correspondientes al tiempo de Nicaragua (UTC-6).

#### Primera vuelta
| Managua FC        | 1 - 0 | UNAN FC        | Estadio Nacional          | 24 de agosto  | 19:00 |
| CD Ocotal         | 0 - 0 | Chinandega FC  | Estadio Roy Bermúdez      | 25 de agosto  | 15:00 |
| Real Estelí FC    | 4 - 0 | Real Madriz FC | Estadio Independencia     | 25 de agosto  | 19:00 |
| Diriangén FC      | 0 - 2 | ART Jalapa     | Estadio Cacique Diriangén | 26 de agosto  | 15:00 |
| CD Walter Ferreti | 1 - 0 | Juventus FC    | Estadio Nacional          | 10 de octubre | 18:00 |

| Chinandega FC     | 1 - 3 | Diriangén FC   | Estadio La Veranera | 29 de agosto  | 15:00 |
| UNAN FC           | 2 - 3 | CD Ocotal      | Estadio Nacional    | 29 de agosto  | 16:00 |
| Juventus FC       | 1 - 2 | Real Estelí FC | Estadio Nacional    | 29 de agosto  | 19:00 |
| Real Madriz FC    | 1 - 1 | ART Jalapa     | Estadio Solidaridad | 29 de agosto  | 19:00 |
| CD Walter Ferreti | 1 - 2 | Managua FC     | Estadio Nacional    | 13 de octubre | 18:00 |

| Real Estelí FC | 1 - 1 | Managua FC        | Estadio Independencia     | 1 de septiembre | 19:00 |
| Diriangén FC   | 1 - 1 | Real Madriz FC    | Estadio Cacique Diriangén | 2 de septiembre | 15:00 |
| Chinandega FC  | 2 - 2 | UNAN FC           | Estadio La Veranera       | 2 de septiembre | 15:00 |
| Juventus FC    | 0 - 1 | ART Jalapa        | Estadio Nacional          | 2 de septiembre | 18:00 |
| CD Ocotal      | 1 - 2 | CD Walter Ferreti | Estadio Roy Bermúdez      | 31 de octubre   | 15:00 |

| Managua FC        | 5 - 1 | ART Jalapa     | Estadio Olímpico IND | 5 de septiembre | 11:00 |
| Juventus FC       | 2 - 3 | Real Madriz FC | Estadio Olímpico IND | 5 de septiembre | 15:00 |
| UNAN FC           | 1 - 2 | Diriangén FC   | Estadio Nacional     | 5 de septiembre | 16:00 |
| CD Walter Ferreti | 0 - 0 | Chinandega FC  | Estadio Nacional     | 5 de septiembre | 19:00 |
| CD Ocotal         | 1 - 1 | Real Estelí FC | Estadio Roy Bermúdez | 10 de octubre   | 15:00 |

| Diriangén FC   | 0 - 0 | Juventus FC       | Estadio Cacique Diriangén | 8 de septiembre | 15:00 |
| Real Madriz FC | 0 - 0 | Managua FC        | Estadio Solidaridad       | 8 de septiembre | 18:00 |
| UNAN FC        | 0 - 1 | CD Walter Ferreti | Estadio Nacional          | 8 de septiembre | 19:00 |
| ART Jalapa     | 1 - 2 | CD Ocotal         | Estadio Roy Bermúdez      | 9 de septiembre | 15:00 |
| Chinandega FC  | 3 - 3 | Real Estelí FC    | Estadio La Veranera       | 13 de octubre   | 15:00 |

| ART Jalapa        | 2 - 0 | Chinandega FC  | Estadio Roy Bermúdez  | 12 de septiembre | 11:00 |
| CD Ocotal         | 2 - 2 | Real Madriz FC | Estadio Roy Bermúdez  | 12 de septiembre | 15:00 |
| Managua FC        | 3 - 2 | Juventus FC    | Estadio Nacional      | 12 de septiembre | 15:00 |
| CD Walter Ferreti | 2 - 2 | Diriangén FC   | Estadio Nacional      | 12 de septiembre | 18:00 |
| Real Estelí FC    | 1 - 0 | UNAN FC        | Estadio Independencia | 12 de septiembre | 19:00 |

| Real Madriz FC    | 3 - 2 | Chinandega FC  | Estadio Solidaridad       | 15 de septiembre | 19:00 |
| CD Walter Ferreti | 0 - 1 | Real Estelí FC | Estadio Nacional          | 15 de septiembre | 19:00 |
| Diriangén FC      | 1 - 0 | Managua FC     | Estadio Cacique Diriangén | 16 de septiembre | 15:00 |
| UNAN FC           | 4 - 0 | ART Jalapa     | Estadio Nacional          | 16 de septiembre | 15:00 |
| Juventus FC       | 1 - 0 | CD Ocotal      | Estadio Nacional          | 16 de septiembre | 18:00 |

| ART Jalapa     | 0 - 0 | CD Walter Ferreti | Estadio Roy Bermúdez  | 19 de septiembre | 11:00 |
| Chinandega FC  | 0 - 1 | Juventus FC       | Estadio La Veranera   | 19 de septiembre | 15:00 |
| CD Ocotal      | 2 - 5 | Managua FC        | Estadio Roy Bermúdez  | 19 de septiembre | 15:00 |
| Real Madriz FC | 2 - 1 | UNAN FC           | Estadio Solidaridad   | 19 de septiembre | 19:00 |
| Real Estelí FC | 1 - 0 | Diriangén FC      | Estadio Independencia | 19 de septiembre | 20:00 |

| CD Walter Ferreti | 1 - 1 | Real Madriz FC | Estadio Nacional          | 22 de septiembre | 18:00 |
| Real Estelí FC    | 1 - 1 | ART Jalapa     | Estadio Independencia     | 22 de septiembre | 19:00 |
| Diriangén FC      | 3 - 1 | CD Ocotal      | Estadio Cacique Diriangén | 23 de septiembre | 15:00 |
| Managua FC        | 1 - 2 | Chinandega FC  | Estadio Nacional          | 23 de septiembre | 16:00 |
| Juventus FC       | 2 - 1 | UNAN FC        | Estadio Nacional          | 23 de septiembre | 19:00 |

#### Segunda vuelta
| ART Jalapa     | 0 - 3 | Diriangén FC      | Estadio Roy Bermúdez | 26 de septiembre | 15:00 |
| Chinandega FC  | 0 - 0 | CD Ocotal         | Estadio La Veranera  | 26 de septiembre | 15:00 |
| UNAN FC        | 2 - 3 | Managua FC        | Estadio Nacional     | 26 de septiembre | 16:00 |
| Juventus FC    | 4 - 0 | CD Walter Ferreti | Estadio Nacional     | 26 de septiembre | 19:00 |
| Real Madriz FC | 0 - 2 | Real Estelí FC    | Estadio Solidaridad  | 26 de septiembre | 19:00 |

| ART Jalapa     | 1 - 1 | Real Madriz FC    | Estadio Roy Bermúdez      | 29 de septiembre | 15:00 |
| Diriangén FC   | 1 - 2 | Chinandega FC     | Estadio Cacique Diriangén | 29 de septiembre | 15:00 |
| Managua FC     | 1 - 0 | CD Walter Ferreti | Estadio Nacional          | 29 de septiembre | 18:00 |
| Real Estelí FC | 2 - 1 | Juventus FC       | Estadio Independencia     | 29 de septiembre | 19:00 |
| CD Ocotal      | 0 - 0 | UNAN FC           | Estadio Roy Bermúdez      | 30 de septiembre | 15:00 |

| CD Walter Ferreti | 5 - 1 | CD Ocotal      | Estadio Olímpico IND | 3 de octubre | 15:00 |
| ART Jalapa        | 1 - 3 | Juventus FC    | Estadio Roy Bermúdez | 3 de octubre | 15:00 |
| UNAN FC           | 2 - 1 | Chinandega FC  | Estadio Nacional     | 3 de octubre | 16:00 |
| Real Madriz FC    | 2 - 1 | Diriangén FC   | Estadio Solidaridad  | 3 de octubre | 19:00 |
| Managua FC        | 2 - 1 | Real Estelí FC | Estadio Nacional     | 3 de octubre | 19:00 |

| ART Jalapa     | 0 - 3 | Managua FC        | Estadio Independencia     | 6 de octubre  | 11:00 |
| Real Estelí FC | 3 - 0 | CD Ocotal         | Estadio Independencia     | 6 de octubre  | 19:00 |
| Chinandega FC  | 2 - 2 | CD Walter Ferreti | Estadio La Veranera       | 7 de octubre  | 15:00 |
| Diriangén FC   | 3 - 1 | UNAN FC           | Estadio Cacique Diriangén | 10 de octubre | 15:00 |
| Real Madriz FC | 1 - 0 | Juventus FC       | Estadio Solidaridad       | 31 de octubre | 15:00 |

| Juventus FC       | 2 - 1 | Diriangén FC   | Estadio Nacional      | 16 de octubre | 16:00 |
| CD Ocotal         | 1 - 0 | ART Jalapa     | Estadio Roy Bermúdez  | 17 de octubre | 15:00 |
| Real Estelí FC    | 6 - 1 | Chinandega FC  | Estadio Independencia | 17 de octubre | 15:00 |
| Managua FC        | 4 - 2 | Real Madriz FC | Estadio Nacional      | 17 de octubre | 16:00 |
| CD Walter Ferreti | 2 - 1 | UNAN FC        | Estadio Nacional      | 17 de octubre | 19:00 |

| Diriangén FC   | 0 - 0 | CD Walter Ferreti | Estadio Cacique Diriangén | 20 de octubre | 15:00 |
| UNAN FC        | 0 - 4 | Real Estelí FC    | Estadio Nacional          | 20 de octubre | 18:00 |
| Real Madriz FC | 3 - 2 | CD Ocotal         | Estadio Solidaridad       | 20 de octubre | 19:00 |
| Chinandega FC  | 4 - 1 | ART Jalapa        | Estadio La Veranera       | 21 de octubre | 15:00 |
| Juventus FC    | 1 - 2 | Managua FC        | Estadio Nacional          | 21 de octubre | 18:00 |

| ART Jalapa     | 1 - 0 | UNAN FC           | Estadio Roy Bermúdez  | 24 de octubre | 11:00 |
| CD Ocotal      | 0 - 0 | Juventus FC       | Estadio Roy Bermúdez  | 24 de octubre | 15:00 |
| Chinandega FC  | 3 - 0 | Real Madriz FC    | Estadio La Veranera   | 24 de octubre | 15:00 |
| Managua FC     | 2 - 0 | Diriangén FC      | Estadio Nacional      | 24 de octubre | 18:00 |
| Real Estelí FC | 0 - 0 | CD Walter Ferreti | Estadio Independencia | 24 de octubre | 19:00 |

| Managua FC        | 2 - 0 | CD Ocotal      | Estadio Nacional          | 27 de octubre | 16:00 |
| Juventus FC       | 3 - 0 | Chinandega FC  | Estadio Nacional          | 27 de octubre | 19:00 |
| Diriangén FC      | 0 - 0 | Real Estelí FC | Estadio Cacique Diriangén | 28 de octubre | 15:00 |
| CD Walter Ferreti | 2 - 1 | ART Jalapa     | Estadio Nacional          | 28 de octubre | 16:00 |
| UNAN FC           | 0 - 2 | Real Madriz FC | Estadio Nacional          | 28 de octubre | 19:00 |

| ART Jalapa     | 1 - 0 | Real Estelí FC    | Estadio Roy Bermúdez | 3 de noviembre | 15:00 |
| Chinandega FC  | 1 - 3 | Managua FC        | Estadio La Veranera  | 4 de noviembre | 15:00 |
| UNAN FC        | 2 - 2 | Juventus FC       | Estadio Nacional     | 4 de noviembre | 15:00 |
| CD Ocotal      | 1 - 2 | Diriangén FC      | Estadio Roy Bermúdez | 4 de noviembre | 15:00 |
| Real Madriz FC | 1 - 2 | CD Walter Ferreti | Estadio Solidaridad  | 4 de noviembre | 15:00 |

## Repechaje
| 7 de noviembre de 2018, 18:00                                          | CD Walter Ferreti | 1:2     | Juventus FC                  | Estadio Nacional, Managua |  |
|                                                                        | Bruno 77' (pen.)  | Reporte | Arteaga 36' · Castrillón 93' |                           |  |
| El Juventus FC clasifica a semifinales con un resultado global de 1:2. |                   |         |                              |                           |  |

| 7 de noviembre de 2018, 19:00                                           | Real Madriz FC | 0:1     | Diriangén FC | Estadio Solidaridad, Somoto |  |
|                                                                         |                | Reporte | Téllez 45'   |                             |  |
| El Diriangén FC clasifica a semifinales con un resultado global de 0:1. |                |         |              |                             |  |

## Fase Final

### Cuadro de desarrollo
|  | Semifinales                                                            | Semifinales                                                            | Semifinales                                                            | Semifinales                                                            | Semifinales                                                            |   |    | Final                                                         | Final                                                         | Final                                                         | Final                                                         | Final                                                         |  |
|  | 24 y 25 de noviembre de 2018 (Ida) 1 y 2 de diciembre de 2018 (Vuelta) | 24 y 25 de noviembre de 2018 (Ida) 1 y 2 de diciembre de 2018 (Vuelta) | 24 y 25 de noviembre de 2018 (Ida) 1 y 2 de diciembre de 2018 (Vuelta) | 24 y 25 de noviembre de 2018 (Ida) 1 y 2 de diciembre de 2018 (Vuelta) | 24 y 25 de noviembre de 2018 (Ida) 1 y 2 de diciembre de 2018 (Vuelta) |   |    | 8 de diciembre de 2018 (Ida) 15 de diciembre de 2018 (Vuelta) | 8 de diciembre de 2018 (Ida) 15 de diciembre de 2018 (Vuelta) | 8 de diciembre de 2018 (Ida) 15 de diciembre de 2018 (Vuelta) | 8 de diciembre de 2018 (Ida) 15 de diciembre de 2018 (Vuelta) | 8 de diciembre de 2018 (Ida) 15 de diciembre de 2018 (Vuelta) |  |
|  |                                                                        |                                                                        |                                                                        |                                                                        |                                                                        |   |    |                                                               |                                                               |                                                               |                                                               |                                                               |  |
|  |                                                                        |                                                                        |                                                                        |                                                                        |                                                                        |   |    |                                                               |                                                               |                                                               |                                                               |                                                               |  |
|  | 1°                                                                     | Managua FC                                                             | 2                                                                      | 2                                                                      | 4                                                                      |   |    |                                                               |                                                               |                                                               |                                                               |                                                               |  |
|  | 1°                                                                     | Managua FC                                                             | 2                                                                      | 2                                                                      | 4                                                                      |   |    |                                                               |                                                               |                                                               |                                                               |                                                               |  |
|  | 5°                                                                     | Diriangén FC                                                           | 1                                                                      | 0                                                                      | 1                                                                      |   |    |                                                               |                                                               |                                                               |                                                               |                                                               |  |
|  | 5°                                                                     | Diriangén FC                                                           | 1                                                                      | 0                                                                      | 1                                                                      |   | 1° | Managua FC                                                    | 0                                                             | 1                                                             | 1                                                             |                                                               |  |
|  |                                                                        |                                                                        |                                                                        |                                                                        |                                                                        |   | 1° | Managua FC                                                    | 0                                                             | 1                                                             | 1                                                             |                                                               |  |
|  |                                                                        |                                                                        | 2°                                                                     | Real Estelí FC                                                         | 0                                                                      | 0 | 0  |                                                               |                                                               |                                                               |                                                               |                                                               |  |
|  | 2°                                                                     | Real Estelí FC                                                         | 2°                                                                     | Real Estelí FC                                                         | 0                                                                      | 0 | 0  | 2                                                             | 5                                                             | 7                                                             |                                                               |                                                               |  |
|  | 2°                                                                     | Real Estelí FC                                                         |                                                                        |                                                                        |                                                                        |   |    | 2                                                             | 5                                                             | 7                                                             |                                                               |                                                               |  |
|  | 6°                                                                     | Juventus FC                                                            | 1                                                                      | 2                                                                      | 3                                                                      |   |    |                                                               |                                                               |                                                               |                                                               |                                                               |  |
|  | 6°                                                                     | Juventus FC                                                            | 1                                                                      | 2                                                                      | 3                                                                      |   |    |                                                               |                                                               |                                                               |                                                               |                                                               |  |
|  |                                                                        |                                                                        |                                                                        |                                                                        |                                                                        |   |    |                                                               |                                                               |                                                               |                                                               |                                                               |  |

### Semifinales

#### Ida
| 24 de noviembre de 2018, 19:00 | Juventus FC  | 1:2     | Real Estelí FC            | Estadio Nacional, Managua |  |
|                                | Valverde 84' | Reporte | Betancur 3' · Galeano 79' |                           |  |

| 25 de noviembre de 2018, 15:00 | Diriangén FC | 1:2     | Managua FC                | Estadio Cacique Diriangén, Diriamba |  |
|                                | García 9'    | Reporte | dos Santos 13' · Báez 72' |                                     |  |

#### Vuelta
| 1 de diciembre de 2018, 19:00                                          | Real Estelí FC                                                             | 5:2     | Juventus FC                | Estadio Independencia, Estelí |  |
|                                                                        | Galeano 3' 38' · Valverde 45' (a.g.) · Vinicius 59' · Alexis Somarriba 85' | Reporte | Valverde 15' · Ayerdis 86' |                               |  |
| El Real Estelí FC clasifica a la final con un resultado global de 7:3. |                                                                            |         |                            |                               |  |

| 2 de diciembre de 2018, 18:00                                      | Managua FC               | 2:0     | Diriangén FC | Estadio Nacional, Managua |  |
|                                                                    | Morillo 26' · Araica 62' | Reporte |              |                           |  |
| El Managua FC clasifica a la final con un resultado global de 4:1. |                          |         |              |                           |  |

### Final

#### Ida
| 1     | POR   | Eder Chaux          |     |
| 4     | DEF   | Jason Casco         |     |
| 7     | DEF   | Manuel Rosas        | 75' |
| 20    | DEF   | Óscar López         |     |
| 27    | DEF   | Josué Quijano       |     |
| 8     | MED   | Richard Rodríguez   |     |
| 9     | MED   | Henry García        |     |
| 21    | MED   | Marlon López        |     |
| 41    | MED   | Ricardo Rivas       | 46' |
| 12    | DEL   | Vinicius de Souza   | 80' |
| 17    | DEL   | Luis Manuel Galeano |     |
| D. T. | D. T. | Fernando Araújo     |     |

| 1     | POR   | Justo Lorente        |     |
| 2     | DEF   | Marel Álvarez        |     |
| 3     | DEF   | Wesner de Trinidad   | 81' |
| 5     | DEF   | Rigoberto Fuentes    |     |
| 7     | DEF   | Kevin Serapio        |     |
| 10    | MED   | Agenor Báez          | 24' |
| 11    | MED   | Erick Mendoza        |     |
| 17    | MED   | Christiano Fernandes |     |
| 9     | DEL   | Lucas dos Santos     |     |
| 19    | DEL   | Edward Morillo       |     |
| 44    | DEL   | Isaac Sequeira       | 57' |
| D. T. | D. T. | Emilio Aburto        |     |

| 3  | Defensa   | Luis A. López    | 46' |
| 11 | Delantero | Alexis Somarriba | 75' |
| 10 | Delantero | Maycon Santana   | 80' |

| 26 | Delantero      | Bryan García   | 24' |
| 20 | Centrocampista | Jeffry Araica  | 57' |
| 14 | Defensa        | Camphers Pérez | 81' |

| 30' · 37' · 45' | Vinicius de Souza Richard Rodríguez Luis Manuel Galeano |

| 28' | Edward Morillo |

| Principal  | Erick Lezama     |
| Asistentes | Enmanuel Aguirre |
|            | Berman Bermúdez  |
| Cuarto     | Óscar Dávila     |

| 1     | POR   | Eder Chaux          |     |
| 4     | DEF   | Jason Casco         |     |
| 7     | DEF   | Manuel Rosas        | 75' |
| 20    | DEF   | Óscar López         |     |
| 27    | DEF   | Josué Quijano       |     |
| 8     | MED   | Richard Rodríguez   |     |
| 9     | MED   | Henry García        |     |
| 21    | MED   | Marlon López        |     |
| 41    | MED   | Ricardo Rivas       | 46' |
| 12    | DEL   | Vinicius de Souza   | 80' |
| 17    | DEL   | Luis Manuel Galeano |     |
| D. T. | D. T. | Fernando Araújo     |     |

| 1     | POR   | Justo Lorente        |     |
| 2     | DEF   | Marel Álvarez        |     |
| 3     | DEF   | Wesner de Trinidad   | 81' |
| 5     | DEF   | Rigoberto Fuentes    |     |
| 7     | DEF   | Kevin Serapio        |     |
| 10    | MED   | Agenor Báez          | 24' |
| 11    | MED   | Erick Mendoza        |     |
| 17    | MED   | Christiano Fernandes |     |
| 9     | DEL   | Lucas dos Santos     |     |
| 19    | DEL   | Edward Morillo       |     |
| 44    | DEL   | Isaac Sequeira       | 57' |
| D. T. | D. T. | Emilio Aburto        |     |

| 3  | Defensa   | Luis A. López    | 46' |
| 11 | Delantero | Alexis Somarriba | 75' |
| 10 | Delantero | Maycon Santana   | 80' |

| 26 | Delantero      | Bryan García   | 24' |
| 20 | Centrocampista | Jeffry Araica  | 57' |
| 14 | Defensa        | Camphers Pérez | 81' |

| 30' · 37' · 45' | Vinicius de Souza Richard Rodríguez Luis Manuel Galeano |

| 28' | Edward Morillo |

| Principal  | Erick Lezama     |
| Asistentes | Enmanuel Aguirre |
|            | Berman Bermúdez  |
| Cuarto     | Óscar Dávila     |

| 1     | POR   | Eder Chaux          |     |
| 4     | DEF   | Jason Casco         |     |
| 7     | DEF   | Manuel Rosas        | 75' |
| 20    | DEF   | Óscar López         |     |
| 27    | DEF   | Josué Quijano       |     |
| 8     | MED   | Richard Rodríguez   |     |
| 9     | MED   | Henry García        |     |
| 21    | MED   | Marlon López        |     |
| 41    | MED   | Ricardo Rivas       | 46' |
| 12    | DEL   | Vinicius de Souza   | 80' |
| 17    | DEL   | Luis Manuel Galeano |     |
| D. T. | D. T. | Fernando Araújo     |     |

| 1     | POR   | Justo Lorente        |     |
| 2     | DEF   | Marel Álvarez        |     |
| 3     | DEF   | Wesner de Trinidad   | 81' |
| 5     | DEF   | Rigoberto Fuentes    |     |
| 7     | DEF   | Kevin Serapio        |     |
| 10    | MED   | Agenor Báez          | 24' |
| 11    | MED   | Erick Mendoza        |     |
| 17    | MED   | Christiano Fernandes |     |
| 9     | DEL   | Lucas dos Santos     |     |
| 19    | DEL   | Edward Morillo       |     |
| 44    | DEL   | Isaac Sequeira       | 57' |
| D. T. | D. T. | Emilio Aburto        |     |

| 3  | Defensa   | Luis A. López    | 46' |
| 11 | Delantero | Alexis Somarriba | 75' |
| 10 | Delantero | Maycon Santana   | 80' |

| 26 | Delantero      | Bryan García   | 24' |
| 20 | Centrocampista | Jeffry Araica  | 57' |
| 14 | Defensa        | Camphers Pérez | 81' |

| 30' · 37' · 45' | Vinicius de Souza Richard Rodríguez Luis Manuel Galeano |

| 28' | Edward Morillo |

| Principal  | Erick Lezama     |
| Asistentes | Enmanuel Aguirre |
|            | Berman Bermúdez  |
| Cuarto     | Óscar Dávila     |

| 1     | POR   | Eder Chaux          |     |
| 4     | DEF   | Jason Casco         |     |
| 7     | DEF   | Manuel Rosas        | 75' |
| 20    | DEF   | Óscar López         |     |
| 27    | DEF   | Josué Quijano       |     |
| 8     | MED   | Richard Rodríguez   |     |
| 9     | MED   | Henry García        |     |
| 21    | MED   | Marlon López        |     |
| 41    | MED   | Ricardo Rivas       | 46' |
| 12    | DEL   | Vinicius de Souza   | 80' |
| 17    | DEL   | Luis Manuel Galeano |     |
| D. T. | D. T. | Fernando Araújo     |     |

| 1     | POR   | Justo Lorente        |     |
| 2     | DEF   | Marel Álvarez        |     |
| 3     | DEF   | Wesner de Trinidad   | 81' |
| 5     | DEF   | Rigoberto Fuentes    |     |
| 7     | DEF   | Kevin Serapio        |     |
| 10    | MED   | Agenor Báez          | 24' |
| 11    | MED   | Erick Mendoza        |     |
| 17    | MED   | Christiano Fernandes |     |
| 9     | DEL   | Lucas dos Santos     |     |
| 19    | DEL   | Edward Morillo       |     |
| 44    | DEL   | Isaac Sequeira       | 57' |
| D. T. | D. T. | Emilio Aburto        |     |

| 3  | Defensa   | Luis A. López    | 46' |
| 11 | Delantero | Alexis Somarriba | 75' |
| 10 | Delantero | Maycon Santana   | 80' |

| 26 | Delantero      | Bryan García   | 24' |
| 20 | Centrocampista | Jeffry Araica  | 57' |
| 14 | Defensa        | Camphers Pérez | 81' |

| 30' · 37' · 45' | Vinicius de Souza Richard Rodríguez Luis Manuel Galeano |

| 28' | Edward Morillo |

| Principal  | Erick Lezama     |
| Asistentes | Enmanuel Aguirre |
|            | Berman Bermúdez  |
| Cuarto     | Óscar Dávila     |

#### Vuelta
| 1     | POR   | Justo Lorente        |     |
| 2     | DEF   | Marel Álvarez        | 65' |
| 3     | DEF   | Wesner de Trinidad   | 46' |
| 5     | DEF   | Rigoberto Fuentes    |     |
| 7     | DEF   | Kevin Serapio        |     |
| 11    | MED   | Erick Mendoza        |     |
| 17    | MED   | Christiano Fernandes |     |
| 9     | DEL   | Lucas dos Santos     |     |
| 19    | DEL   | Edward Morillo       |     |
| 26    | DEL   | Bryan García         |     |
| 44    | DEL   | Isaac Sequeira       | 72' |
| D. T. | D. T. | Emilio Aburto        |     |

| 1     | POR   | Eder Chaux          |      |
| 4     | DEF   | Jason Casco         |      |
| 7     | DEF   | Manuel Rosas        |      |
| 20    | DEF   | Óscar López         |      |
| 27    | DEF   | Josué Quijano       | 68'  |
| 6     | MED   | Jorge Betancur      |      |
| 9     | MED   | Henry García        | 105' |
| 21    | MED   | Marlon López        |      |
| 41    | MED   | Ricardo Rivas       | 46'  |
| 12    | DEL   | Vinicius de Souza   |      |
| 17    | DEL   | Luis Manuel Galeano |      |
| D. T. | D. T. | Sergio Rodríguez    |      |

| 14 | Defensa        | Camphers Pérez | 46' |
| 8  | Defensa        | Ulises Pozo    | 65' |
| 20 | Centrocampista | Jeffry Araica  | 72' |

| 10 | Delantero | Maycon Santana | 46'  |
| 13 | Defensa   | Francisco Paz  | 68'  |
| 3  | Defensa   | Luis López     | 105' |

| 118' | Óscar López | 1:0 |

| 29' · 45' · 55' · 57' · 63' · 75' · 77' · 95' | Rigoberto Fuentes Wesner de Trinidad Camphers Pérez Kevin Serapio Marel Álvarez Jeffry Araica Christiano Fernandes Erick Mendoza |

| 36' · 53' · 94' · 117' | Vinicius de Souza Maycon Santana Henry García Luis Manuel Galeano |

| 120' | Óscar López |

| Principal  | Nitzar Sandoval |
| Asistentes | Henry Pupiro    |
|            | José Ojeda      |
| Cuarto     | Erick Lezama    |

| 1     | POR   | Justo Lorente        |     |
| 2     | DEF   | Marel Álvarez        | 65' |
| 3     | DEF   | Wesner de Trinidad   | 46' |
| 5     | DEF   | Rigoberto Fuentes    |     |
| 7     | DEF   | Kevin Serapio        |     |
| 11    | MED   | Erick Mendoza        |     |
| 17    | MED   | Christiano Fernandes |     |
| 9     | DEL   | Lucas dos Santos     |     |
| 19    | DEL   | Edward Morillo       |     |
| 26    | DEL   | Bryan García         |     |
| 44    | DEL   | Isaac Sequeira       | 72' |
| D. T. | D. T. | Emilio Aburto        |     |

| 1     | POR   | Eder Chaux          |      |
| 4     | DEF   | Jason Casco         |      |
| 7     | DEF   | Manuel Rosas        |      |
| 20    | DEF   | Óscar López         |      |
| 27    | DEF   | Josué Quijano       | 68'  |
| 6     | MED   | Jorge Betancur      |      |
| 9     | MED   | Henry García        | 105' |
| 21    | MED   | Marlon López        |      |
| 41    | MED   | Ricardo Rivas       | 46'  |
| 12    | DEL   | Vinicius de Souza   |      |
| 17    | DEL   | Luis Manuel Galeano |      |
| D. T. | D. T. | Sergio Rodríguez    |      |

| 14 | Defensa        | Camphers Pérez | 46' |
| 8  | Defensa        | Ulises Pozo    | 65' |
| 20 | Centrocampista | Jeffry Araica  | 72' |

| 10 | Delantero | Maycon Santana | 46'  |
| 13 | Defensa   | Francisco Paz  | 68'  |
| 3  | Defensa   | Luis López     | 105' |

| 118' | Óscar López | 1:0 |

| 29' · 45' · 55' · 57' · 63' · 75' · 77' · 95' | Rigoberto Fuentes Wesner de Trinidad Camphers Pérez Kevin Serapio Marel Álvarez Jeffry Araica Christiano Fernandes Erick Mendoza |

| 36' · 53' · 94' · 117' | Vinicius de Souza Maycon Santana Henry García Luis Manuel Galeano |

| 120' | Óscar López |

| Principal  | Nitzar Sandoval |
| Asistentes | Henry Pupiro    |
|            | José Ojeda      |
| Cuarto     | Erick Lezama    |

| 1     | POR   | Justo Lorente        |     |
| 2     | DEF   | Marel Álvarez        | 65' |
| 3     | DEF   | Wesner de Trinidad   | 46' |
| 5     | DEF   | Rigoberto Fuentes    |     |
| 7     | DEF   | Kevin Serapio        |     |
| 11    | MED   | Erick Mendoza        |     |
| 17    | MED   | Christiano Fernandes |     |
| 9     | DEL   | Lucas dos Santos     |     |
| 19    | DEL   | Edward Morillo       |     |
| 26    | DEL   | Bryan García         |     |
| 44    | DEL   | Isaac Sequeira       | 72' |
| D. T. | D. T. | Emilio Aburto        |     |

| 1     | POR   | Eder Chaux          |      |
| 4     | DEF   | Jason Casco         |      |
| 7     | DEF   | Manuel Rosas        |      |
| 20    | DEF   | Óscar López         |      |
| 27    | DEF   | Josué Quijano       | 68'  |
| 6     | MED   | Jorge Betancur      |      |
| 9     | MED   | Henry García        | 105' |
| 21    | MED   | Marlon López        |      |
| 41    | MED   | Ricardo Rivas       | 46'  |
| 12    | DEL   | Vinicius de Souza   |      |
| 17    | DEL   | Luis Manuel Galeano |      |
| D. T. | D. T. | Sergio Rodríguez    |      |

| 14 | Defensa        | Camphers Pérez | 46' |
| 8  | Defensa        | Ulises Pozo    | 65' |
| 20 | Centrocampista | Jeffry Araica  | 72' |

| 10 | Delantero | Maycon Santana | 46'  |
| 13 | Defensa   | Francisco Paz  | 68'  |
| 3  | Defensa   | Luis López     | 105' |

| 118' | Óscar López | 1:0 |

| 29' · 45' · 55' · 57' · 63' · 75' · 77' · 95' | Rigoberto Fuentes Wesner de Trinidad Camphers Pérez Kevin Serapio Marel Álvarez Jeffry Araica Christiano Fernandes Erick Mendoza |

| 36' · 53' · 94' · 117' | Vinicius de Souza Maycon Santana Henry García Luis Manuel Galeano |

| 120' | Óscar López |

| Principal  | Nitzar Sandoval |
| Asistentes | Henry Pupiro    |
|            | José Ojeda      |
| Cuarto     | Erick Lezama    |

| 1     | POR   | Justo Lorente        |     |
| 2     | DEF   | Marel Álvarez        | 65' |
| 3     | DEF   | Wesner de Trinidad   | 46' |
| 5     | DEF   | Rigoberto Fuentes    |     |
| 7     | DEF   | Kevin Serapio        |     |
| 11    | MED   | Erick Mendoza        |     |
| 17    | MED   | Christiano Fernandes |     |
| 9     | DEL   | Lucas dos Santos     |     |
| 19    | DEL   | Edward Morillo       |     |
| 26    | DEL   | Bryan García         |     |
| 44    | DEL   | Isaac Sequeira       | 72' |
| D. T. | D. T. | Emilio Aburto        |     |

| 1     | POR   | Eder Chaux          |      |
| 4     | DEF   | Jason Casco         |      |
| 7     | DEF   | Manuel Rosas        |      |
| 20    | DEF   | Óscar López         |      |
| 27    | DEF   | Josué Quijano       | 68'  |
| 6     | MED   | Jorge Betancur      |      |
| 9     | MED   | Henry García        | 105' |
| 21    | MED   | Marlon López        |      |
| 41    | MED   | Ricardo Rivas       | 46'  |
| 12    | DEL   | Vinicius de Souza   |      |
| 17    | DEL   | Luis Manuel Galeano |      |
| D. T. | D. T. | Sergio Rodríguez    |      |

| 14 | Defensa        | Camphers Pérez | 46' |
| 8  | Defensa        | Ulises Pozo    | 65' |
| 20 | Centrocampista | Jeffry Araica  | 72' |

| 10 | Delantero | Maycon Santana | 46'  |
| 13 | Defensa   | Francisco Paz  | 68'  |
| 3  | Defensa   | Luis López     | 105' |

| 118' | Óscar López | 1:0 |

| 29' · 45' · 55' · 57' · 63' · 75' · 77' · 95' | Rigoberto Fuentes Wesner de Trinidad Camphers Pérez Kevin Serapio Marel Álvarez Jeffry Araica Christiano Fernandes Erick Mendoza |

| 36' · 53' · 94' · 117' | Vinicius de Souza Maycon Santana Henry García Luis Manuel Galeano |

| 120' | Óscar López |

| Principal  | Nitzar Sandoval |
| Asistentes | Henry Pupiro    |
|            | José Ojeda      |
| Cuarto     | Erick Lezama    |

|                    |
| Campeón Managua FC |
| 1.° título         |

## Goleadores
Lista de los máximos goleadores de la competencia.
| Pos. | Posición | Jugador               | Equipo            | Goles |
| ---- | -------- | --------------------- | ----------------- | ----- |
| 1.º  |          | Lucas dos Santos      | Managua FC        | 15    |
| 2.º  |          | Luis Fernando Coronel | Diriangén FC      | 11    |
| 3.º  |          | Yeiner Vivas          | Chinandega FC     | 10    |
| 4.º  |          | Luis Galeano          | Real Estelí FC    | 8     |
| 5.º  |          | Bruno de Morais       | CD Walter Ferreti | 7     |
| 6.º  |          | Marcos Rivera         | CD Ocotal         | 5     |
| 7.º  |          | Isaac Sequeira        | Managua FC        | 5     |
| 8.º  |          | Edward Morillo        | Managua FC        | 5     |
| 9.º  |          | Ulises Rayo           | Real Madriz FC    | 5     |
| 10.º |          | Marlon Barrios        | Real Madriz FC    | 5     |